# Albin Arko
Albin Arko, slovenski novinar, * 7. december 1845, Novo mesto, † 11. junij 1893, Ljubljana.

## Življenje in delo
Po končani gimnaziji v Ljubljani je kot vojak služil pri 17. pehotnem polku ter se leta 1866 udeležil  bitke pri Custozzi (1866), nato pa se je posvetil časnikarstvu. Razen pri drugih listih, je največ sodeloval pri SN, kateremu je bil dopisnik 23 let. Bil je izvrsten reporter, tako da sta celo Laibacher Zeitung (vladni list) in Laibacher Tagblatt (Dežmanovo glasilo) povzemala njegove članke. Jurčič, ki mu je bil sošolec, mu je rekel: »Plačati ti ne morem ničesar, a delaj za SN, kolikor znaš in moreš«. Delal je za neznatno nagrado, ali pa tudi zastonj. Udeleževal se je tudi delavskega gibanja, ki se je začelo na Slovenskem pojavljati v 70. letih 19. stol. pri čemer je poudarjal slovensko-slovansko narodnost. Bil je predsednik »Podpornega društva za bolne delavce«, ki se je ustanovilo 1872 po načelu samopomoči. Zanimal se je za upodabljajočo umetnost; spisal je nemški črtici o slikarju A. Karingerju (1875) in o Tristoletnici tiskarstva v Ljubljani.